# Sebastjan Gobec
Sebastjan Gobec, slovenski nogometaš, * 6. december 1979, Celje.
Gobec je celotno kariero v slovenski ligi od leta 1996 do leta 2015 igral za NK Celje, le leta 2008 je krajši čas igral za K. Sint-Truidense V.V. v belgijski ligi. Skupno je v prvi slovenski ligi odigral 488 prvenstvenih tekem in dosegel 37 golov.
Za slovensko reprezentanco je med letoma 2005 in 2006 odigral dve uradni tekmi.